# 3-Heptanol
A 3-heptanol, szabályosabb nevén heptán-3-ol az alifás alkoholok közé tartozó szerves vegyület. Színtelen, szobahőmérsékleten folyadék halmazállapotú anyag, képlete C7H16O.
Királis vegyület, R- és S-enantiomerjei léteznek.

## Fordítás
Ez a szócikk részben vagy egészben  a(z)   3-Heptanol című angol Wikipédia-szócikk ezen változatának fordításán alapul.  Az eredeti cikk szerkesztőit annak laptörténete sorolja fel. Ez a jelzés csupán a megfogalmazás eredetét és a szerzői jogokat jelzi, nem szolgál a cikkben szereplő információk forrásmegjelöléseként.